# Oporinia virgata
Oporinia virgata är en fjärilsart som beskrevs av Clark 1896. Oporinia virgata ingår i släktet Oporinia och familjen mätare. Inga underarter finns listade i Catalogue of Life.